# デイリー・ドット
デイリー・ドット（The Daily Dot）は、サイバーカルチャーとインターネット上の情報を扱うデジタルメディア会社。2011年にニコラス・ホワイトによって設立され、テキサス州オースティンに本部を置いている。
このサイトは「インターネットの地元新聞」というコンセプトで作られている。